# Grampy Can Ya Hear Me
"Grampy Can Ya Hear Me" é o quinto episódio da vigésima nona temporada da série animada Os Simpsons, e o 623.º no total. Foi ao ar nos Estados Unidos pela FOX em 5 de novembro de 2017.

## Enredo
No aniversário de Abraham Simpson, a família Simpson chega ao Planetário Springfield. Depois de comprar os ingressos para os quais Homer mostra a garota do bilhete como ele era um astronauta, ele tenta pesar-se e fica surpreso de pesar apenas 82 quilos. Marge corrige-o indicando que é seu peso na lua enquanto Bart e Lisa observam como uma reprodução de [[Plutãopp fala sobre como perdeu seu status como um planeta no sistema solar e está se vingando do Cometa de Halley. No programa do Planetário, a família está assistindo um documentário sobre o big bang, mas o Vovô escapa depois que a explosão é mostrada.
Ao retorná-lo a Casa de Aposentados de Springfield, o Vovô reclama que a música seja muito baixa devido ao seu problema de audição. Em casa, seus companheiros estão numa pequena festa, pedindo que ele faça um desejo. O velho homem judeu lhe dá um aparelho auditivo, um presente muito apreciado, que lhe dá a audição que ele perdeu há muito tempo.
Lisa vai ao quarto de Bart para pedir-lhe um favor, enquanto ele estava voltando de uma brincadeira para o Diretor Skinner com uma cobra, para mudar um papel de lição de casa que ela entregou com a data errada para quando o grande estrondo aconteceu. Bart e Lisa invadem o porão da escola e mudam a data, mas também descobrem que Skinner está vivendo no armazenamento. Skinner conta a história de como sua mãe tinha um grande segredo dele. Quando criança, ele se candidatou à Universidade Estadual de Ohio para se tornar parte da banda. No entanto, sua mãe Agnes Skinner mentiu sobre ele ser aceito.
Em casa, o Vovô ouve o desagrado da família por ele estar lá, e diz que ele sai da casa para sempre e vai ao Springfield Mall, onde os atendentes de loja também o ameaçam como um velho. 
Naquela noite, Lisa tem um pesadelo no futuro, tornando-se a presidente, no entanto, sendo desqualificada por fraudar o papel, enquanto Skinner sonha em se tornar um baterista, e o Vovô vai ao bar Veterans of Unpopular Wars, onde ele conta ao barman os seus problemas.
Skinner vai para a Ohio State University, onde ele conta sua história, mas se recusa, já que é tarde demais e é chamado de perdedor, convencendo-o a discutir o assunto com sua mãe.
Na sala de aula, Lisa confessa a Srta. Hoover, seu truque, mas ela diz que ela sabia disso. A Srta. Hoover quer sua goma de nicotina que Bart roubou e revelou que ele entregou para o animal de estimação da classe que dardos pela sala com a roda, energizado por eles e vai atormentar o Zelador Willie.
Na casa de Skinner, Skinner conta a sua mãe que ele sabe o que fez, mas a raiva desaparece quando ela chora na frente dele pelo que ela fez. Ele concorda em voltar para suas condições, embora ele tenha que viver com Barney, que se mudou para o quarto.
O Vovô ainda não foi encontrado, e Homer recebe uma ligação do bar, com o barman enviando o Vovô de volta para casa e para não enviá-lo novamente lá. De volta a casa, Vovô ouve a família perdê-lo. No entanto, eles estão apenas lendo um roteiro escrito por Lisa e Marge. Homer revela que é o roteiro do episódio.
Na casa de Skinner, Skinner e Agnes compartilham a TV, felizes juntos. Ela se junta a ele ao assistir Game of Thrones e comentar o conteúdo do programa.
Antes de os créditos rolarem, Hans Moleman é o personagem principal de um curta "Ninguém conhece Hans Moleman", onde ele cai em um buraco e está detido por Homer, é superado por Patty e escaneado por Shauna Chalmers como se ele não estivesse sozinho precisava de comprimidos de coração.

## Recepção
Dennis Perkins de The A.V. Club deu ao episódio um B- afirmando: "Tão perto. 'Grampy Can Ya Hear Me' faz muitas pequenas coisas bem enquanto desperdiçando o episódio geral em cerca de seis direções narrativas diferentes. O roteiro, creditado a Bill Odenkirk, está cheio de toques de personagens bem observados e gags laterais inteligentes, enquanto nunca se instala em um enredo o tempo suficiente para formar o todo satisfatório, o episódio sempre está prestes a se tornar. Ao contrário de um episódio B-menos de corrida do moderno dia dos Simpsons, 'Grampy Can Ya Hear Me' fica por cima por causa de como, com alguns ajustes, poderia ter sido genuinamente sólido."
"Grampy Can Ya Hear Me" marcou uma classificação de 1,3 com 5 partes e foi assistido por 2,86 milhões de pessoas, tornando-se o segundo programa mais alto da Fox na noite.